# 调理素

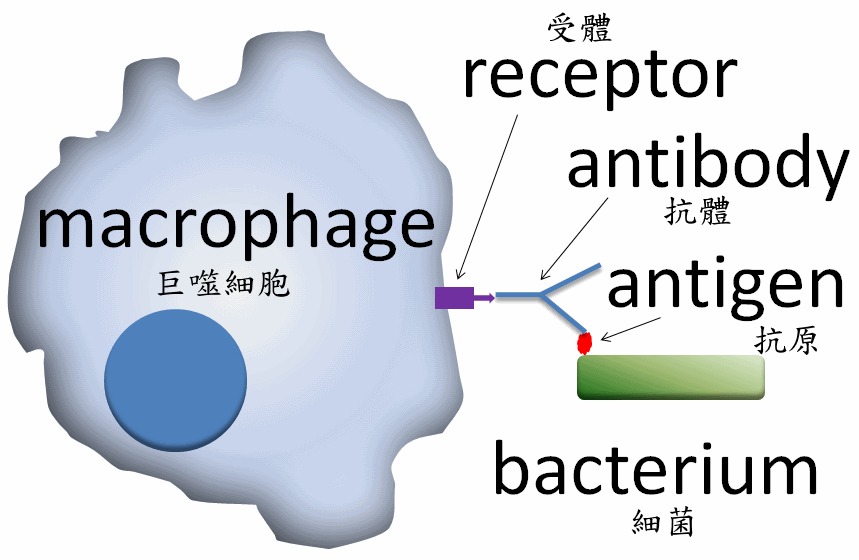
调理素（红色）作用的一个例子：通过标记到细菌上，作为抗原引起巨噬细胞的免疫应答

调理素（英語：Opsonin，意思是准备进食)，是通过标记免疫应答抗原或标记死细胞用于再循环来增强吞噬作用的任何分子。
调理吞噬作用（也称为调理作用）是一种分子机制，通过化学修饰分子，微生物或凋亡细胞与吞噬细胞和NK细胞上的细胞表面受体发生更强的相互作用 。包被在调理素中的抗原，与免疫细胞的结合大大增强。 调理素还通过信号级联从细胞表面受体介导吞噬作用。
调理素以许多机制调节免疫系统。在健康的个体中，他们标记死亡和自噬的自身细胞被巨噬细胞和嗜中性粒细胞清除，激活补体蛋白，并通过自然杀手（NK）细胞的作用靶向细胞进行破坏。

## 机制
所有细胞膜都带有负电荷（ζ-电位），这使得两个细胞难以靠近在一起。当调理素结合到它们的靶标上时，它们通过促进调理素和免疫细胞上的细胞表面受体之间的相互作用来增强吞噬作用的动力学。这遮盖了细胞膜的负电荷。 这一原则适用于清除病原体以及死亡或自噬的自体细胞。

## 分类
不同的调理素有不同的功能

### 抗体型
抗体是适应性免疫应答的一部分，并且由B细胞响应于抗原暴露而产生。抗体的Fab区域与抗原结合，而抗体的Fc区域结合吞噬细胞上的Fc受体，促进吞噬作用。抗原 - 抗体复合物也可以通过经典补体途径激活补体。吞噬细胞不具有用于免疫球蛋白M（IgM）的Fc受体，使IgM单独协助吞噬作用无效。然而，IgM在激活补体方面非常有效，因此被认为是调理素。 IgG抗体还能够通过它们的Fc结构域结合免疫效应细胞，引发从结合的免疫效应细胞（单核细胞，嗜中性粒细胞，嗜酸性粒细胞和天然杀伤细胞）释放裂解产物。这个过程称为抗体依赖性细胞毒性，可能导致周围组织炎症并损害健康细胞。

### 补体蛋白
补体系统是先天性免疫应答的一部分。 C3b，C4b和C1q是充当调理素的重要补体分子。作为补体补体途径的一部分，补体级联的自发激活将C3转化为C3b，C3b是一种可以在与抗原表面结合时起调理素作用的成分。抗体也可以通过经典途径激活补体，导致C3b和C4b沉积在抗原表面上。在C3b与抗原表面结合后，其可被吞噬细胞信号的吞噬细胞受体识别。补体受体1在所有吞噬细胞上表达并识别许多补体调理素，包括都是C3转化酶部分的C3b [9]和C4b。 C1q是C1复合物的成员，能够与抗体的Fc区相互作用。

### 外周血循环蛋白
正五聚蛋白，胶原凝集素和纤胶凝蛋白都是外周血中能够作为调理素的循环蛋白，它们是由细胞分泌到血液中的分泌型模式识别受体（PRR）。这些分子通过多种机制包裹在微生物表面而做为调理素增强中性粒细胞对它们的吞噬反应性。

## 靶点

### 病原体
作为晚期适应性免疫应答的一部分，病原体和其他颗粒由IgG抗体标记。这些抗体与巨噬细胞和嗜中性粒细胞上的Fc受体相互作用，导致吞噬作用。 C1补体复合物还可以与IgG和IgM免疫复合物的Fc区相互作用，激活经典补体途径并用C3b标记抗原。 C3b可通过替代补体途径自发结合病原体表面。此外，pentraxins可以从C1复合物直接与C1q结合。